# Ampelomeryx

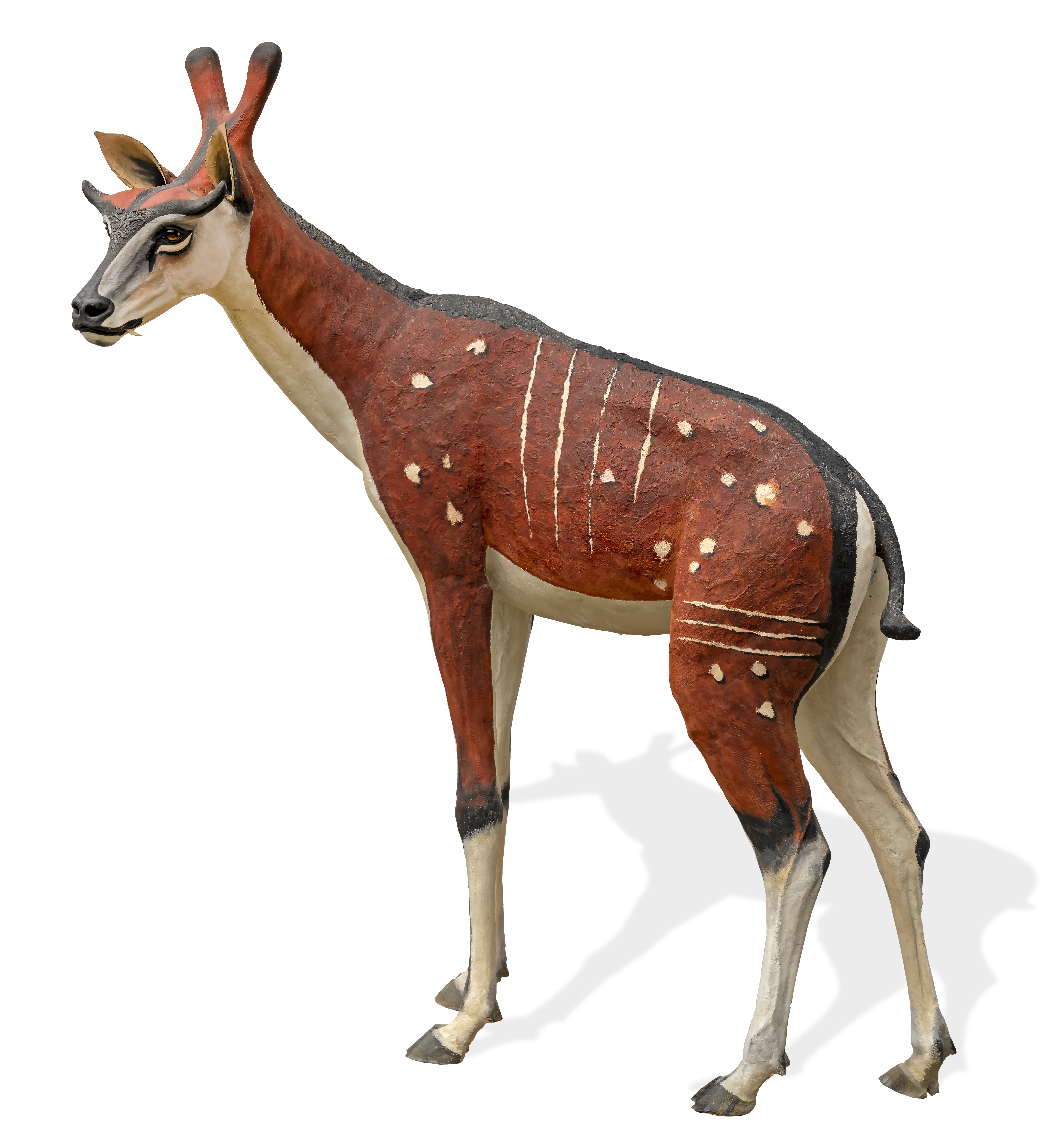
Ampelomeryx ginsburgi
full-size 3D reconstruction

Ampelomeryx — рід вимерлих травоїдних парнокопитних ссавців родини Palaeomerycidae. 
Ампеломерикс був названий Duranthon та ін. (1995). Протеро та Літер (2007) віднесли його до роду Palaeomerycinae. Він мав лобовий і потиличний відростки. Він був схожий на Tauromeryx і Triceromeryx.